# Marantochloa sulphurea
Marantochloa sulphurea là một loài thực vật có hoa trong họ Marantaceae. Loài này được (Baker) Koechlin mô tả khoa học đầu tiên năm 1964.